# Józef Ptaś
Józef Ptaś (25. prosince 1864 Nowy Targ nebo Harklowa – 1. října 1942 Nowy Targ) byl rakouský právník a politik polské národnosti z Haliče, na počátku 20. století poslanec Říšské rady.

## Biografie
Pocházel z rolnické rodiny. Vystudoval gymnázium ve Wadowicích, kde roku 1883 maturoval. V letech 1883–1887 studoval práva na Jagellonské univerzitě. Následně sloužil v armádě u 13. pěchotního regimentu. Byl poručíkem v záloze. V březnu 1890 nastoupil na soudní praxi u zemského soudu v Krakově, kde se pak stal auskultantem. V roce 1893 byl přidělen do úřadu státního návladního. V dubnu 1895 složil soudcovské zkoušky u apelačního soudu v Krakově a nastoupil jako soudní adjunkt u okresního soudu v Mszana Dolna. V červenci 1889 se stal náměstkem nádvladního v Krakově. V září 1904 se vrátil do města Mszana Dolna, kde zastával funkci okresního soudce, později předsedy soudu a rady zemského soudu.
Byl veřejně a politicky aktivní. Patřil do tělovýchovné organizace Sokol. Byl členem Národně demokratické strany, od roku 1912 i členem jejího ústředního výboru. Stanisław Grabski oceňoval jeho politický talent. V době před první světovou válku zasedal v okresní radě v Limanowě. Přispíval do týdeníku Ojczyzna.
Působil také coby poslanec Říšské rady (celostátního parlamentu Předlitavska), kam usedl ve volbách do Říšské rady roku 1907, konaných poprvé podle všeobecného a rovného volebního práva. Byl zvolen za obvod Halič 39. Mandát obhájil ve volbách do Říšské rady roku 1911. V době svého působení v parlamentu se uvádí jako rada zemského soudu v obci Mszana Dolna.
Byl uváděn jako polský národní demokrat, kteří byli ideologicky napojeni na politický směr Endecja. Po volbách roku 1907 i 1911 byl na Říšské radě členem poslaneckého Polského klubu. Po delší dobu zastával post místopředsedy Polského klubu v parlamentu.
V roce 1914 byl mobilizován do aktivní vojenské služby. Stal se soudcem polního soudu. V roce 1918 se stal členem polské likvidační komise za národní demokraty. V červenci 1919 byl jmenován prokurátorem u Nejvyššího soudu Polska. Od března 1920 do prosince 1921 byl předsedou úřadu pro boj s lichvou. V roce 1926 odešel do penze. Byl nemocný. Usadil se ve městě Nowy Targ.